# یوتی‌سی ۸:۳۰+
هم‌اکنون زمان‌بندی گرینویچ به علاوه ۸:۳۰ (به انگلیسی: UTC+8:30) برای اندازه‌گیری زمان کاربرد دارد.
زمان (به انگلیسی: UTC+8:30) به عنوان زمان چانگپای شناخته می‌شود و کره جنوبی بین سال‌های ۱۹۵۴ تا ۱۹۶۱ از این زمان به عنوان زمان رسمی خود استفاده می‌کرد.